# Rubens de Azevedo
Pour les articles homonymes, voir Azevedo.
Rubens de Azevedo, né le 30 octobre 1921 à Fortaleza et mort le 17 janvier 2008 dans la même ville, est un astronome, dessinateur de bandes dessinées et écrivain brésilien,,.

## Biographie
Il est le fils du peintre Otacílio de Azevedo (pt) et de la poétesse Teresa Almeida de Azevedo, ainsi que le frère de l'historien Miguel Ângelo de Azevedo (Nirez) (pt). Il est marié à l'écrivain Jandira Carvalho. Comme dessinateur, il publie les bandes dessinées Sacha: o detetive particular (1938) e Uma viagem a saturno (1940) dans le journal O Estado.
Il est le créateur, en 1947, de la première association d'astronomie amateur au Brésil, la Société brésilienne des amis de l'astronomie (pt) (SBAA), et, en 1948, il est le fondateur du premier observatoire populaire brésilien, l'Observatório Popular Flammarion, et aussi de la Société brésilienne de sélénographie, dans l'État de São Paulo.
Il est professeur assistant d'astronomie et d'astronautique à la Faculté de philosophie, des sciences et des lettres de Sorocaba et professeur de géographie astronomique à l'Université d'État de Ceará (en) et membre de l'Institut du Ceará (pt).

## Travaux
Grand érudit de la Lune, il dessine en 1948 la première carte lunaire brésilienne, avec 80 cm, qui est exposée au Musée d'astronomie et des sciences connexes (pt), Musée de l'éclipse, à Sobral. Il est l'auteur de plusieurs livres sur l'astronomie et les arts.
Il a également collaboré à plusieurs articles dans d'autres livres et magazines tels que Atlas Geográfico Melhoramentos, Pequeno Atlas Geográfica Melhoramentos, Novo Dicionário Brasileiro Melhoramentos, A Geologia Aplicada à Selenografia (In Revista a Escola de Minas - Ouro Preto, MG - Vol. 31, nº 6), entre autres. Il a participé à plusieurs réunions, congrès et symposiums sur l'éducation, la pédagogie, la géographie, l'astronautique et l'astronomie dans le Nord-Est et dans le Sud du pays ainsi que dans d'autres pays comme l'Argentine.
Il a reçu plusieurs décorations, a présidé et a été membre de plusieurs institutions en plus du SBAA, comme l'Institut historique et anthropologique du Ceará (pt), dont il a été président. Il a été membre de l'Institut de généalogie et d'héraldique du Paraíba, membre de l'Union brésilienne des écrivains (pt) (section Amazone), directeur de la Maison de la culture Raimundo Sela, directeur de l'Observatoire du Paraíba (d) et président de l'Union brésilienne d'astronomie (UBA). Il a également été professeur et coordinateur du diplôme en géographie de l'Université d'État de Ceará (en) (Uece) et proposant d'un planétarium pour Fortaleza, une idée qui a abouti à la création du planétarium qui porte son nom (pt) au Centre Dragão do Mar d'art et culture (en).
Il a découvert un phénomène lunaire transitoire dans le cratère Aristarque, qui a été confirmé par l'astronaute Edwin Aldrin lorsqu'il était en orbite lunaire.

## Hommages
- Le planétarium du Centro Dragão do Mar de Arte e Cultura porte son nom[9],[10].
- À l'occasion de son centenaire, l'astéroïde (84342), découvert en 2002, a été officiellement baptisé Rubensdeazevedo[11].

## Œuvres
- Uma viagem sideral,
- O Desenho sem Mestre,
- Selene, a lua ao alcance de todos,[12]
- Lua, degrau para o infinito,
- No mundo da Estelândia,[13]
- Na era da Astronáutica,[14]
- Lenda feita de pedra,
- Bandeira Nacional,
- O Homem descobre o mundo,
- Temas Astronômicos